# 제72회 베를린 국제 영화제
제72회 베를린 국제 영화제는 2022년 2월 10일에 열린 시상식이다. 2022년 2월 10일부터 20일까지 직접 진행되었다. 2021년 12월 15일 영화제의 첫 번째 영화가 발표되었다. 이 영화제는 프랑수아 오종의 드라마 영화 피터 본 칸트(Peter von Kant)로 개막되었다. 이자벨 위페르는 2022년 2월 15일 베를리날레 궁전(Berlinale Palast) 시상식에서 평생 공로로 명예 황금곰상을 수상했다. 로랑 라리비에르(Laurent Larivière)의 영화 À propos de Joan도 상영되었다.
시상식은 영화제를 4일 단축하여 2022년 2월 16일에 발표되었다. 황금곰상은 카를라 시몬의 <알카라스의 여름>이, 은곰상은 홍상수 감독의 소설가의 영화가 수상했다. 이 영화제는 2022년 2월 20일에 공식적으로 종료되었다.

## 수상 및 후보

### 황금곰상
- 알카라스 - 카를라 시몬 수상

### 은곰상:심사위원대상
- 소설가의 영화 - 홍상수 수상

### 은곰상:심사위원상
- 로브 오브 젬즈 - 나탈리아 로페즈 수상

### 은곰상:감독상
- 보스 사이드 오브 더 블레이트 - 클레어 드니 수상

### 은곰상:주연연기상
- 라비예 쿠르나즈 vs. 조지 W. 부시 - Meltem Kaptan 수상

### 은곰상:조연연기상
- 비포, 나우 & 댄 - Laura Basuki 수상

### 은곰상:각본상
- 라비예 쿠르나즈 vs. 조지 W. 부시 - 레일라 스티엘러 수상

### 은곰상:예술공헌상
- 에브리띵 윌 비 오케이 - 리티 판 외 1명 수상

### 황금곰상:단편영화상
- 트랩 - 아나스타샤 베버 수상

### 황금곰상:명예황금곰상
- 이자벨 위페르 수상

### 은곰상:단편영화상
- 선데이 모닝 - 브루노 리바이로 수상

### 국제 심사위원상-특별언급
- 어 피스 오브 스카이 - 마이클 코치 수상

### 유럽단편영화상
- 더 소워 오브 스타스 - 로이스 파티노 수상

### 국제단편영화-특별언급
- 버드 인 더 페닌슐라 - 와다 아츠시 수상

### 엔카운터스:작품상
- 무첸바허 - 루스 베커만 수상

### 엔카운터스:심사위원 특별상
- 씨 유 프라이데이, 로빈슨 - 미트라 파라하니 수상

### 엔카운터스:감독상
- 언레스트 - 시릴 쇼이블린 수상

### GWFF 장편 데뷔상
- 선 - 커드윈 아유브 수상

### 베를리날레 다큐멘터리상
- Myanmar Diaries - The Myanmar Film Collective 수상

### 베를리날레 다큐멘터리상:특별언급
- 노 유-턴 - 이케 나에부 수상

### 파노라마 관객상
- 해피니스 - 아스카 우자바예프 수상

### 파노라마 관객상:다큐멘터리
- 러브, 도이치마크 앤 데스 - 빅 스펜스 수상

### 수정곰상(제너레이션 14플러스) 작품상
- 앨리스 - 소누 담 수상

### 수정곰상(제너레이션 14플러스) 작품상 특별언급
- 스테이 어웨이크 - 지미 시슬리 수상

### 수정곰상(제너레이션 14플러스) 단편영화
- 본 인 다마스쿠스 - 로라 와다 수상

### 수정곰상(제너레이션 14플러스) 단편영화 특별언급
- 낫띵 투 씨 히어 - 니콜라 부체스 수상

### 대상(제너레이션 14플러스) 국제심사위원
- 카인드 하트 - 올리비아 로체트 외 1명 수상
- 스킴 - 파르캇 샤리포브 수상

### 특별상(제너레이션 14플러스) 국제심사위원
- Au revoir Jerome ! - Adam Sillard 외 2명 수상

### 특별상(제너레이션 14플러스) 국제심사위원 - 특별언급
- 블루 노이즈 - 시몬 마리아 쿠비에나 수상
- 티나셰 - 티그 테레라 수상

### 수정곰상(제너레이션 K플러스) 작품상
- 코메디 퀸 - 산나 렌켄 수상

### 수정곰상(제너레이션 K플러스) 작품상 특별언급
- 더 콰이어트 걸 - 콤 바이레드 수상

### 수정곰상(제너레이션 K플러스) 단편영화
- 스팟리스 - 엠마 브란더호스트 수상

### 수정곰상(제너레이션 K플러스) 단편영화 특별언급
- 루스 앤 더 락 - 브릿 라에즈 수상

### 대상(제너레이션 K플러스) 국제심사위원
- 더 콰이어트 걸 - 콤 바이레드 수상

### 대상(제너레이션 K플러스) 국제심사위원 - 특별언급
- 샤부 - 샤미라 라파엘라 수상

### 특별상(제너레이션 K플러스) 국제심사위원
- 디어 - 하디 바바이파르 수상

### 특별상(제너레이션 K플러스) 국제심사위원 - 특별언급
- 투 벤쿠버 - 아르테미스 아나스타시아두 수상

### 테디상:장편영화상
- 쓰리 타이디 타이거스 타이드 어 타이 타이터 - 구스타보 비나그레 수상

### 테디상:단편영화상
- 이그졸티드 마스 - 장-세바스티앙 쇼빈 수상

### 테디상:다큐멘터리상
- 앨리스 - 클레어 웨이스코프 외 1명 수상

### 테디상:심사위원상
- 넬리 & 네이딘 - 너스 게텐너스 게텐 수상

### FIPRESCI상:경쟁부문
- 레오노라 아디오 - 파올로 타비아니 수상

### FIPRESCI상:엔카운터스
- 코마 - 베르트랑 보넬로 수상

### FIPRESCI상:포럼
- 슈퍼 내츄럴 - 호르헤 제이콤 수상

### FIPRESCI상:파노라마
- 베티나 - 루츠 페네르트 수상

### 에큐메니칼 심사위원상
- 원 이어, 원 나이트 - 이사키 라쿠에스타 수상

### 에큐메니칼 심사위원상:포럼
- 지오그래피스 오브 솔리튜드 - 재클린 밀스 수상

### 에큐메니칼 심사위원상:파노라마
- 클론다이크 - 마리나 고바치 수상

### C.I.C.A.E.상:포럼
- 지오그래피스 오브 솔리튜드 - 재클린 밀스 수상

### C.I.C.A.E.상:파노라마
- 컨비니언스 스토어 - 마이클 보로딘 수상

### 길드영화상
- 라비예 쿠르나즈 vs. 조지 W. 부시 - 안드레아스 드레센 수상

### 라벨유럽영화상
- 뷰티풀 비잉 - 구두문두르 아르나르 구드문드손 수상

### 칼리가리상
- 지오그래피스 오브 솔리튜드 - 재클린 밀스 수상

### 헤이너 카로우상
- 게왈텐 - 콘스탄틴 하츠 수상

### 평화영화상
- 올 워즈 굿 - 테레사 A 브래그스 수상

### 컴퍼스 퍼스펙티브상
- 여성 전용 객차에서 - 레바나 리즈 존 수상

### AG 키노 길드 14plus
- 스테이 어웨이크 - 지미 시슬리 수상

### 암네스티국제영화상
- Myanmar Diaries - The Myanmar Film Collective 수상

### 암네스티국제영화상 - 특별언급
- 마이 스몰 랜드 - 에마 가와와다 수상

### 콤파뇽 펠로우쉽
- She Makes and Unmakes - 조나스 박 수상
- Kurinji - 파얄 세티 수상

### 아르테키노 국제상
- Girls Will Be Girls - Shuchi Talati 수상

### VFF 탤런트 하이라이트상
- Girls Will Be Girls - Shuchi Talati 수상

### 유리메이지 프로덕션 발전상
- My Favourite Cake - Behtash Sanaeeha 외 1명 수상

### 탤런트 풋프린트
- Laura Helena Bermudez Mesquita
- Shuchi Talati
- Ammar Aziz

### 경쟁부문
- A E I O U - 어 퀵 알파벳 오브 러브 - 니콜레트 크레비츠
- 알카라스 - 카를라 시몬
- 보스 사이드 오브 더 블레이트 - 클레어 드니
- 콜 제인 - 필리스 나지
- 어 피스 오브 스카이 - 마이클 코치
- 에브리띵 윌 비 오케이 - 리티 판
- 레오노라 아디오 - 파올로 타비아니
- 더 라인 - 위르실라 메이에
- 비포, 나우 & 댄 - 카밀라 안디니
- 더 페신저스 오브 더 나이트 - 미카엘 허스
- 페터 폰 칸트 - 프랑소와 오종
- 라비예 쿠르나즈 vs. 조지 W. 부시 - 안드레아스 드레센
- 리미니 - 울리히 사히들
- 로브 오브 젬즈 - 나탈리아 로페즈
- 소설가의 영화 - 홍상수
- 원 이어, 원 나이트 - 이사키 라쿠에스타
- 댓 카인드 오브 썸머 - 드니 코테
- 리턴 투 더스트 - 리뤼준

### 독일영화전망
- 에코 - 마레이케 웨지너
- 팔라다 - 더 라스트 챕터 - 롤랑 그라프
- 론도 - 카타리나 리빌리스
- 여성 전용 객차에서 - 레바나 리즈 존
- 게왈텐 - 콘스탄틴 하츠
- 더 사일런트 포레스트 - 살라리사 볼름
- 쏘리 콤래드 - 베라 브루크너
- 위 마이트 애즈 웰 비 데드 - 나탈리야 시넬니코바

### 엔카운터스
- 씨 유 프라이데이, 로빈슨 - 미트라 파라하니
- 액시엄 - 존스 존슨
- 브라더 인 에브리 인치 - 알렉산더 졸로투킨
- 코마 - 베르트랑 보넬로
- 파더스 데이 - 키부 루호라호자
- 플럭스 고메 - 피터 스트릭랜드
- 더 시티 앤 더 시티 - 크리스토스 파살리스 외 1명
- 아메리칸 저널 - 아르노 데 팔리에르
- 스몰, 슬로우 벗 스테디 - 미야케 쇼
- 어 리틀 러브 패키지 - 가스통 솔니츠키
- 무첸바허 - 루스 베커만
- 퀸즈 오브 더 킹 다이내스티 - 애쉴리 맥켄지
- 선 - 커드윈 아유브
- 언레스트 - 시릴 쇼이블린
- 더 데쓰 오브 마이 마더 - 제시카 크롬마허

### 포럼부문
- 애프터워터 - 데인 콤리엔
- 포잇 - 다레잔 오미르바예프
- 쉘 아이 콤페어 유 투 어 썸머스 데이? - 모하마드 샤우키 하싼
- 베이루트 디 인카운터 - 보르하네 알라위에
- 캐머플라즈 - 조나단 페렐
- 디스 하우스 - 마리암 찰스
- 더 미들 에이지 - 알레호 모기잔스키
- 엘 에탯 엣 모이 - 맥스 린즈
- 유럽 - 필립 셰프너
- 어 플라워 인 더 마우스 - 에리크 보들레르
- 포 더 매니 - 더 빈 챔버 오브 레이버 - 콘스탄틴 울프
- 지오그래피스 오브 솔리튜드 - 재클린 밀스
- 해퍼스 코멧 - 타일러 타오르미나
- 제트 래그 - 정루신위안
- 컴 위드 미 투 더 시네마 - 더 그레고르 - 알리스 아그네스키르히너
- 드라이 그라운드 버닝 - 조안나 피멘타 외 1명
- 기억의 땅 - 킴퀴 부이
- 마이 투 보이스 - 로드리게즈 리나
- 낮에는 덥고 밤에는 춥고 - 박송열
- 위 해븐트 로스트 아워 웨이 - 앙카 사스날
- 뉴클리어 패밀리 - 에린 윌커슨 외 1명
- 이방인 - 하칸 사바스 미칸
- 인 더 우스트 - 라파엘 푸스터 파르도
- 더 마지-마지 리딩스 - 리카르도 바칼라오
- 더트 포 디너 - 브라웬 옥파코
- 메리 크리스마스 도이칠란트 오데르 보를레성 주르 게슈체오리 II - 라울 펙
- 더 엠티 센터 - 히토 스테옐
- 어느 멋진 날 - 토마스 아슬란
- 노멀리타트 1–10 - 히토 스테옐
- 디스 메이크스 미 원트 투 프레딕트 더 패스트 - 카나 빌리르-마이어
- 77sqm 9:26min - 퍼렌식 아아커텍처
- 딜림 돈무요르 - 마이 텅 더즈 낫 턴 - 서필 터한
- 리와인드 & 플레이 - 알랭 고미
- 스칼라 - 아난타 티타나트
- 슈퍼 내츄럴 - 호르헤 제이콤
- 스트라이킹 랜드 - 라울 도밍게스
- 쓰리 타이디 타이거스 타이드 어 타이 타이터 - 구스타보 비나그레
- 더 케겔스타트 트리오 - 히타 아제베두 고메스
- 더 유나이티드 스테이츠 오브 아메리카 - 제임스 베닝
- 더 베테랑 - 제로니모 로드리게즈
- 웨스트 인디스 - 메드 혼도

### 포럼 익스팬디드
- Closer to the Ground - Haig Aivazian 외 12명
- 브이씨알스 초이스 - 찰턴 디아즈
- 더 윈드 인 유어 바디 이즈 저스트 비지팅, 유어 브레스 윌 순 비 썬더 - 팔라비 폴
- 마이 홈 - 아자르 사이야르
- 무네 오 - 막심 장-밥티스트
- 드래곤 투쓰 - 라파엘 카스탄헤이라 파호지
- 인스턴트 라이프 - 마크 벡커
- 게이징...언시잉 - 모하메드 압델카림
- Surface Rites - Parastoo Anoushahpour 외 2명
- 선 언더 그라운드 - 알렉스 게르볼리 외1명
- 쿰부카 - 페트나 은달리코 카톤돌로
- 제일 버드 인 어 피콕 체어 - 제임스 그레고리 앳킨슨
- 이프 레볼루션 이즈 어 시크니스 - 다이앤 세버린 응우옌
- 솔 인 더 다크 - 마웨나 예후이시
- 파이어 이머전시즈 - 케빈 제롬 에버슨
- 패러사이트 패밀리 - 프라팟 지와랑산
- 서브토우털즈 - 모함마드레자 파르자드
- 원 빅 백 - 에브리 오션 휴즈
- 화이트 샌즈 크리스탈 폭스 - 리즈 로젠필드
- 올 워즈 굿 - 테레사 A 브래그스
- 브이에스 - 리디아 엔시아
- 야로카메나 - 안드레스 주라도
- 데빌스 피크 - 사이먼 류
- 이프 프롬 에브리 텅 잇 드립스 - 샤린 밤봇
- MU/T/T/ER - 에스더 콘도 헬러
- 디바 - 니콜라스 실린스
- 홈 웬 유 리턴 - 칼 엘세서

### 파노라마
- 토킹 어바웃 더 웨더 - 애니카 핀스케
- 같은 속옷을 입는 두 여자 - 김세인
- 러브, 도이치마크 앤 데스 - 젬 카야
- 해피니스 - 아스카 우자바예프
- 컨선드 시티즌 - 이단 하구엘
- 뷰티풀 비잉 - 구두문두르 아르나르 구드문드손
- 베티나 - 루츠 페네르트
- 브레인워시드: 섹스-카메라-파워 - 니나 멩키스
- 스윙 라이드 - 키아라 벨로시
- 룰라바이 - 아루아다 루이즈 데 아주아
- 드리밍 월스 - 아멜리 반 엠브트 외 1명
- 우나 페미나 - 더 코드 오브 사일런스 - 프란체스코 코스타빌레
- 포가레우 - 플라비아 네베스
- 그랜드 주테 - 이사벨 스테버
- 워킹 클래스 히어로스 - 밀로스 푸시크
- 썸웨어 오버 더 켐트레일 - 아담 콜로먼 리반스키
- 클론다이크 - 마리나 고바치
- 어 러브 송 - 맥스 워커-실버맨
- Myanmar Diaries - The Myanmar Film Collective
- 넬리 & 네이딘 - 매그너스 게텐
- 인투 마이 네임 - 니콜로 바세티
- 노던 스카이 오버 엠티 스페이스 - 알레한드라 마르케즈 아벨라
- 노 심플 웨이 홈 - 아쿠올 데 마비오르
- 위, 스튜던트! - 라피키 파리알라
- 노 유-턴 - 이케 나에부
- 컨비니언스 스토어 - 마이클 보로딘
- 언틸 투모로우 - 알리 아스가리
- 토어러스 - 팀 서튼
- 노바디스 히어로 - 알랭 기로디

### 오마쥬
- 다가오는 것들 - 미아 한센-러브
- 의식 - 끌로드 샤브롤
- 레이스 짜는 여인 - 끌로드 고레타
- 엘르 - 폴 버호벤
- 8명의 여인들 - 프랑소와 오종
- 피아니스트 - 미카엘 하네케
- 인생 - 장 뤽 고다르

### 레트로스펙티브
- 벨 오브 더 나인티 - 레오 맥커리
- 디자인 포 스캔들 - 노먼 터로그
- 에브리 데이즈 어 홀리데이 - A. 에드워드 서덜랜드
- 포스 어 크라우드 - 마이클 커티즈
- 고잉 투 타운 - 알렉산더 홀
- 고 웨스트 영 맨 - 헨리 헤서웨이
- 핸즈 어크로스 더 테이블 - 밋첼 레이슨
- 하이어드 와이프 - 윌리엄 A. 세이터
- 연인프라이데이 - 하워드 혹스
- 아임 노 앤젤 - 웨슬리 러글스
- 클론다이크 애니 - 라울 월쉬
- 레이디 바이 초이스 - 데이빗 버튼
- 스미스 부부 - 알프레드 히치콕
- 마이 맨 갓프리 - 그레고리 라 카바
- 마이 시스터 에일린 - 알렉산더 홀
- 나이트 애프터 나이트 - 아치 마요
- 노 맨 오브 헐 오운 - 웨슬리 러글스
- 낫띵 새크리드 - 윌리엄 A. 웰먼
- 다이아몬드 릴 - 로웰 셔먼
- 사랑이라 불리는 것 - 알렉산더 홀
- 사느냐 죽느냐 - 에른스트 루비치
- 트루 컨페션 - 웨슬리 러글스
- 뉴욕행 열차 20세기 - 하워드 혹스
- 정말 멋진 여자야! - 어빙 커밍스
- 여자들 - 조지 큐커

### 베를리날레 클래식
- 브라더스 - 베르너 호치바움
- 가와이타 하나 - 시노다 마사히로
- 맘마 로마 - 피에르 파올로 파졸리니
- 아워 뮤직 - 장 뤽 고다르
- 줄 위의 종달새 - 이리 멘젤
- 수쥬 - 로예
- 토미 - 켄 러셀

### 베를리날레 스페셜
- 1341 프레임스 오브 러브 앤 워 - 랜 탈
- 어게인스트 더 아이스 - 피터 플린스
- 어바웃 존 - 로랑 라리비에르
- 하트 오브 오크 - 로랑 샤르보니에 외 1명
- 어 저먼 파티 - 사이먼 브루크너
- 노쓰 터미널 - 루크레시아 마르텔
- 네스트 - 흘리뉘르 팔메이슨
- 강구바이 카티아와디 - 산제이 릴라 반살리
- 굿 럭 투 유, 레오 그란드 - 소피 하이드
- 믿거나 말거나, 진짜야 - 미스터 와조
- 낫띵 라스츠 포에버 - 제이슨 콘
- 다크 글래시스 - 다리오 아르젠토
- 더 아웃핏 - 그레이엄 무어
- 더 포저 - 매기 페렌
- 디스 머치 아이 노우 투 비 트루 - 앤드류 도미닉

### 베를리날레 단편 스페셜
- 킥킹 더 클라우드 - 스카이 호핀카
- 어그릴로지스틱스 - 제라드 오스틴 캐스텔비
- 숨 - 앨리스 브리고
- 어 스토리 포 2 트럼펫츠 - 아만딘 마이어
- 이그졸티드 마스 - 장-세바스티앙 쇼빈
- 선데이 모닝 - 브루노 리바이로
- 디른들슐드 - 빌비르크 브라이닌 도넨베르크
- 바이 플라비오 - 페드로 카벨레이라
- 포 나이츠 - 디팍 라우니야르
- 잇츠 레이닝 프로그스 아웃사이드 - 마리아 에스텔라 파이소
- 트랩 - 아나스타샤 베버
- 존재의 집 - 정유미
- 리트릿 - 아나벨라 앙겔로브스카
- 더 소워 오브 스타스 - 로이스 파티노
- 홀랏 - 예브게니아 아르부가에바 외 1명
- 윌 마이 패런츠 컴 투 시 미 - 모 하라위
- 메모리스 프롬 더 이스턴 프론트 - 라두 주데 외 1명
- 퍼더 앤 퍼더 어웨이 - 폴렌 라이
- 버드 인 더 페닌슐라 - 와다 아츠시
- 히로인스 - 마리나 에레라
- 스타퍼커즈 - 안토니오 마르치알레

### 베를리날레 시리즈
- 더 쉬프트 - 론 쉐르픽
- 요시, 리그렛풀 스파이 - 다니엘 부르만
- 러스트 - 프란스 밀리시어 위키룬드
- 서스피션 - 미할 블라스코
- 더 라이징 - 애드 릴리 외 3명
- 블랙 샌드 - 볼드빈 Z
- 라스트 썸머스 오브 더 라즈베리 - 필리프 팔라도

### 베를리날레 고즈 키에즈
- 토킹 어바웃 더 웨더 - 애니카 핀스케
- 액시엄 - 존스 존슨
- 선데이 모닝 - 브루노 리바이로
- 홀랏 - 예브게니아 아르부가에바 외 1명
- 어 스토리 포 2 트럼펫츠 - 아만딘 마이어
- 바이 플라비오 - 페드로 카벨레이라
- 에코 - 마레이케 웨지너
- 포 더 매니 - 더 빈 챔버 오브 레이버 - 콘스탄틴 울프
- 아임 노 앤젤 - 웨슬리 러글스
- 마이 스몰 랜드 - 에마 가와와다
- 비포, 나우 & 댄 - 카밀라 안디니
- 넬리 & 네이딘 - 매그너스 게텐
- 서스피션 - 스테판 훌릭
- 라비예 쿠르나즈 vs. 조지 W. 부시 - 안드레아스 드레센
- 줄 위의 종달새 - 이리 멘젤
- 쏘리 콤래드 - 베라 브루크너
- 노바디스 히어로 - 알랭 기로디

### 제너레이션 14플러스
- Goodbye Jerome ! - Adam Sillard 외 2명
- 티나셰 - 티그 테레라
- 미네쓰: 더 히든 아일랜드 오브 에틱스 - 테릴 칼더
- 메모아 오브 어 베어링 스톰 - 소피아 게오르고바실리
- 펑클 - 니콜 야흐만
- 레이 미 바이 더 쇼어 - 데이비드 핀레이
- 낫띵 투 씨 히어 - 니콜라 부체스
- 피버 - 마티아스 칼리에
- 본 인 다마스쿠스 - 로라 와다
- 앳 식스틴 - 카를로스 로보
- 웨스트 바이 갓 - 스콧 레이저
- 블루 노이즈 - 시몬 마리아 쿠비에나
- 앨리스 - 클레어 웨이스코프
- 루키즈 - 티에리 데마이지에르
- 더 콰이어트 걸 - 콤 바이레드
- 베바 - 레베카 헌트
- 버블 - 아라키 테츠로
- 칼레 코스모나우트 - 타이네 쿠글러 외 1명
- 밀리 라이스 로우 - 미쉘 사빌
- 스킴 - 파르캇 샤리포브
- 스테이 어웨이크 - 지미 시슬리
- 더 랜드 오브 사샤 - 줄리아 트로피모바

### 제너레이션 케이플러스
- 비밀의 언덕 - 이지은
- 코메디 퀸 - 산나 렌켄
- 워터스 오브 파스타자 - 이네스 T. 앨브스
- 카인드 하트 - 올리비아 로체트 외 1명
- 오잉크 - 마샤 할버스타드
- 아임 낫 어프레이드! - 마리타 마이어
- 루스 앤 더 락 - 브릿 라에즈
- 수지 인 더 가든 - 루시 순코바
- 더 퀸 오브 더 폭시스 - 마리아나 로셋
- 더 모스트 보링 그래니 인 더 홀 월드 - 다마리스 칠케
- 허쉬 허쉬 리틀 베어 - 마라 리니나
- 알마 앤 파즈 - 크리스 그리스
- 디어 - 하디 바바이파르
- 루이스 아이., 킹 오브 더 쉽 - 마르쿠스 울프
- 휠즈 온 더 버스 - 수리아 샤히
- 언 인비저블 어프렌티스 - 에밀리아 허브스트
- 더 디펜던트 베어리어벌즈 - 로렌조 타델라
- 스팟리스 - 엠마 브란더호스트
- 루스터 - 묘 아웅
- 보네이 필레스 - 타라스 토멘코
- 걸 픽쳐 - 앨리 하파살로
- 투 벤쿠버 - 아르테미스 아나스타시아두
- 댓선 - 마크 엘비스턴
- 모하 베스나 - 사라 컨
- 마이 스몰 랜드 - 에마 가와와다
- 더 렘 오브 갓 - 클라우디아 세인트-루스
- 디 애플 데이 - 마흐무드 가파리
- 샤부 - 샤미라 라파엘라
- 서블라임 - 마리아노 뱌신
- 걸 픽쳐 - 앨리 하파살로